# Малдивци
Малдивци (дивехи језик: ދިވެހިން) је термин који се у ширем смислу односи на све становнике Малдива, али, док се у ужем смислу односи на малобројну индо-аријску етничку групу чија је матична земља острва Малдиви. Малдиваца има укупно око 420.000, од тога 392.000 на Малдивима, а остатак живи у Индији, Шри Ланки, Уједињеном Краљевству и другим државама. По вероисповести су углавном сунитски муслимани, а говоре дивехи језиком, који спада у индо-иранску групу индоевропске породице језика.
Малдивци се деле у 3 подгрупе:
- Главна група Малдиваца, она броји око 250.000 припадника. Они чине око 70% популације свих Малдиваца. Ово је група која настањује пределе од Ха Алиф Атола до Ламу Атола у Малдивима. Ова група говори посебним дијалектом дивехи језика који се говори у главном граду Мале.
- Јужна група Малдиваца, она броји 60.000 припадника и чини око 20% становништва од свих Малдиваца. Они живе у најјужнијим атолима екваторијалне зоне (Худаву Атол, Фувамулах Атол и Аду Атол). Сваки од ових атола говоре њихове дистинктивне форме дивехи језика.
- Миникојци, они су најмалобројнија подгрупа од свих Малдиваца, и броји око 10.000 припадника. Острво Миникој лежи на крајњем северу атолских ланаца и то је најсевернија подгрупа Малдиваца. Они чине око 3% популације Малдиваца.